# دائرة الزاك
دائرة الزاك هي إحدى دوائر إقليم آسا الزاك، التابع لجهة كلميم واد نون، المملكة المغربية. تضم الدائرة 2 جماعات قروية، وبلغ عدد سكانها 1395 فرداً سنة 2004 حسب الإحصاء الرسمي للسكان والسكنى. يتبع للدائرة 2 مشيخة و3 دوار.

## التقسيمات الإداريّة
تعتبر دائرة الزاك إحدى الدوائر المشكّلة لإقليم آسا الزاك، وهو التقسيم الإداري من المستوى الرابع المعتمد في المغرب. ينقسم إقليم آسا الزاك إلى 5 جماعات قروية تختلف من حيث السكان والمساحة، والتي بدورها تنقسم إلى مشيخات تضم عدداً من الدواوير.